# Атака Левитского
Ата́ка Леви́тского — одна из разновидностей дебюта ферзевых пешек, возникающая после ходов: 
1. d2-d4 d7-d5 
 2. Cc1-g5.

## История
Дебют разработан русским мастером конца XIX — начала XX вв. Степаном Левитским, в 1980—1990-х гг. его с большим успехом использовал английский шахматист Джулиан Ходжсон: по статистике, из 10 партий он выигрывал 9. Это способствовало популяризации дебюта, и он вошёл в репертуар таких шахматистов, как Энтони Майлс и Майкл Адамс.

## Идеи дебюта
Белые стремятся создать трудности для нормального развития сил противника. Если чёрные выводят коня на f6, то немедленно следует 3. Cg5:f6, что влечёт за собой образование сдвоенных пешек. Согласно классической схеме, после взятия слона чёрной пешкой е7 белые расставляют свои фигуры следующим образом: пешка на e3, слон на d3, ферзь на f3, кони на d2 и e2, пешка на с3, затем делают рокировку в длинную сторону и начинают атаку на чёрного короля, активно подключая пешки королевского фланга: h2-h4, g2-g4 и т. д.
Со временем, однако, за чёрных были найдены успешные способы борьбы с этими планами. Так, чёрные не всегда стремятся делать рокировку в короткую сторону. Также был разработан вариант с взятием белого слона пешкой g7. Помимо этого, появилось множество новых вариантов продолжения игры, когда чёрные уклоняются от классического хода 2. …Kg8-f6.

## Варианты

### Классическая схема
- 2. …Kg8-f6 3. Cg5:f6 — главная идея, направленная на порчу пешечной структуры чёрных.
  - 3. …g7:f6!? — чёрные стремятся вступить в борьбу за центр путём c7-c5 или e7-e5 и попытаться перехватить инициативу.
  - 3. …e7:f6 4. e2-e3 c7-c6 5. Cf1-d3 Cf8-d6 6. Фd1-f3 0-0 7. Kg1-e2 Лf8-e8 8. Kb1-d2 Kb8-d7 9. 0-0-0 b7-b5 10. g2-g4 Kd7-b6 11. h2-h4 — классическая табия, в прошлом нередко приносившая успехи белым, однако при грамотной игре чёрные способны организовать эффективную оборону и встречные действия. Современная теория расценивает шансы белых и чёрных в данном случае как 50/50.

### Другие распространённые продолжения
- 2. …c7-c6 — чёрные готовят ход Фd8-b6, а также применяют выжидательную тактику, стремясь выяснить намерения соперника. В зависимости от следующего хода белых они построят свой план игры.
  - 3. Кg1-f3 Фd8-b6 4. b2-b3
  - 3. e2-e3 Фd8-b6 4. Фd1-c1
- 2. …c7-c5!?
  - 3. d4:c5 — современная теория признаёт этот ответ сильнейшим в данной позиции
  - 3. Kb1-c3
  - 3. e2-e4
- 2. …f7-f6 — чёрные стремятся отогнать белого слона и готовят ход e7-e5
  - 3. Cg5-f4 Kb8-c6 4. Kg1-f3
    - 4. …Cc8-g4
    - 4. …Cc8-f5
- 2. …h7-h6 3. Cg5-h4
  - 3. …Kg8-f6
  - 3. …c7-c6
  - 3. …c7-c5

### Менее популярные варианты
- 2. …Фd8-d6 — чёрные стремятся защитить поле f6: в случае размена они смогут взять белого слона без порчи своей пешечной структуры. Помимо этого, создаётся угроза шаха белому королю на b4.
- 2. …Сc8-f5 — чёрные планируют развить ферзевого коня на d7, после чего сделать классический ход Kg8-f6.

## Пример партии
Ходжсон — Шепли, Лондон, 1990
1. d2-d4 d7-d5 2. Cc1-g5 Kb8-c6 3. e2-e3 Фd8-d6 4. Cg5-f4 e7-e5 5. d4:e5 Kc6:e5 6. Kb1-c3 c7-c6 7. Фd1-d4 f7-f6 8. 0-0-0 g7-g5 9. Cf4-g3 Kg8-e7 10. Kc3-e4 1-0